# Opération Manna
Pour les articles homonymes, voir Manna.
 (février 2014).
Si vous disposez d'ouvrages ou d'articles de référence ou si vous connaissez des sites web de qualité traitant du thème abordé ici, merci de compléter l'article en donnant les références utiles à sa vérifiabilité et en les liant à la section « Notes et références ».

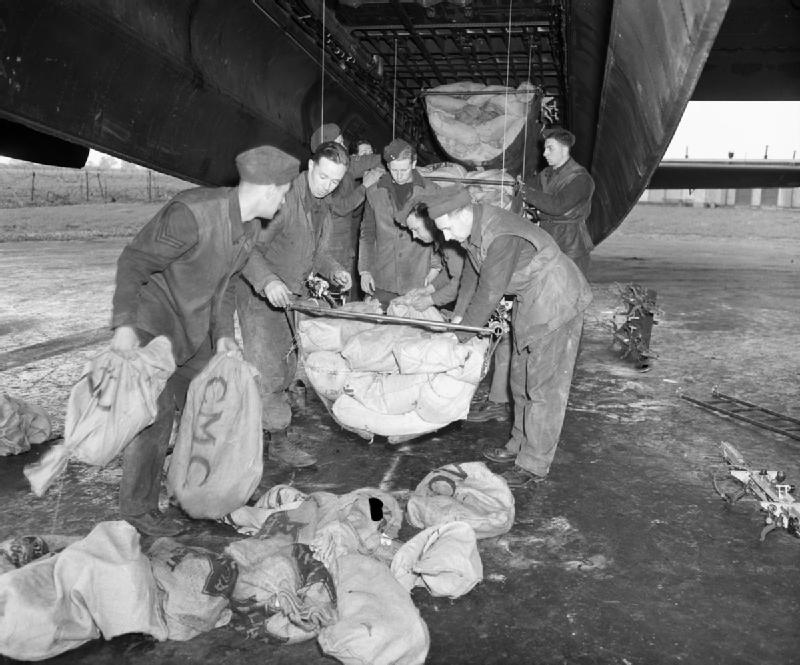
Équipage de la RAF chargeant des provisions alimentaires dans la soute à bombes d'un bombardier lourd Avro Lancaster du britannique (1945).

L'opération Manna fut une opération qui se déroula aux Pays-Bas du 29 avril au 8 mai 1945, soit lors de la dernière semaine des combats de la Seconde Guerre mondiale en Europe. Conduite conjointement par la Royal Air Force (armée de l'air britannique) et par l'U.S. Air Force (armée de l'air américaine, qui désigna l'opération sous le nom d'opération Chowhound), elle avait pour objectif de lutter contre la famine qui se prolongeait aux Pays-Bas depuis la fin de l'année précédente et qui, provoquée principalement par les nazis dans les zones hollandaises sous leur contrôle, touchait durement la population civile néerlandaise. 
Ainsi, un total de plus de 11 000 tonnes de nourriture fut largué par l'aviation alliée, destinée aux civils des zones (surtout à l'ouest du pays) encore occupées par les Allemands. Ceux-ci acceptèrent cette aide alimentaire, et, afin que l'opération puisse se dérouler dans les meilleures conditions, une trêve militaire entre l'occupant allemand et les Alliés fut décidée et mise en œuvre à partir de la fin du mois d'avril. Les bombardiers anglo-américains purent donc larguer les provisions prévues sans être inquiétés, avant la mise en place de l'opération Faust, devant l'insuffisance constatée de l'aide. À partir du 2 mai, 200 camions alliés allaient, suivant cette dernière opération, prendre la relève de l'aviation et délivrer directement, à Rhenen, derrière les lignes adverses, une grande quantité de nourriture.

## Contexte
En septembre 1944, les Alliés, après avoir libéré la majeure partie de la France métropolitaine, progressent rapidement en direction des Pays-Bas occupés. S'ils arrivent à reconquérir le sud du pays, leur échec lors de l'opération Market Garden freine leur avancée et ne leur permet pas de reprendre une opération de grande envergure dans la région avant la fin de l'hiver. À partir de février-mars 1945, une grande partie de leur force est mobilisée dans la traversée du Rhin.
Lors de l'opération Market Garden, les cheminots néerlandais des zones occupées par les Allemands, répondant à l'appel de leur gouvernement en exil, se mettent en grève afin de faciliter les offensives alliées. Le même mois, les nazis, mécontents de cette résistance, décident de se venger des populations urbaines en effectuant un embargo sur les vivres alimentaires devant parvenir en ville. Une famine se déclenche progressivement qui touche durement les civils vivant toujours sous le joug allemand. L'hiver complique la situation, les bateaux d'approvisionnement n'arrivant plus à descendre les fleuves désormais gelés.

## Négociations entre belligérants et préliminaires

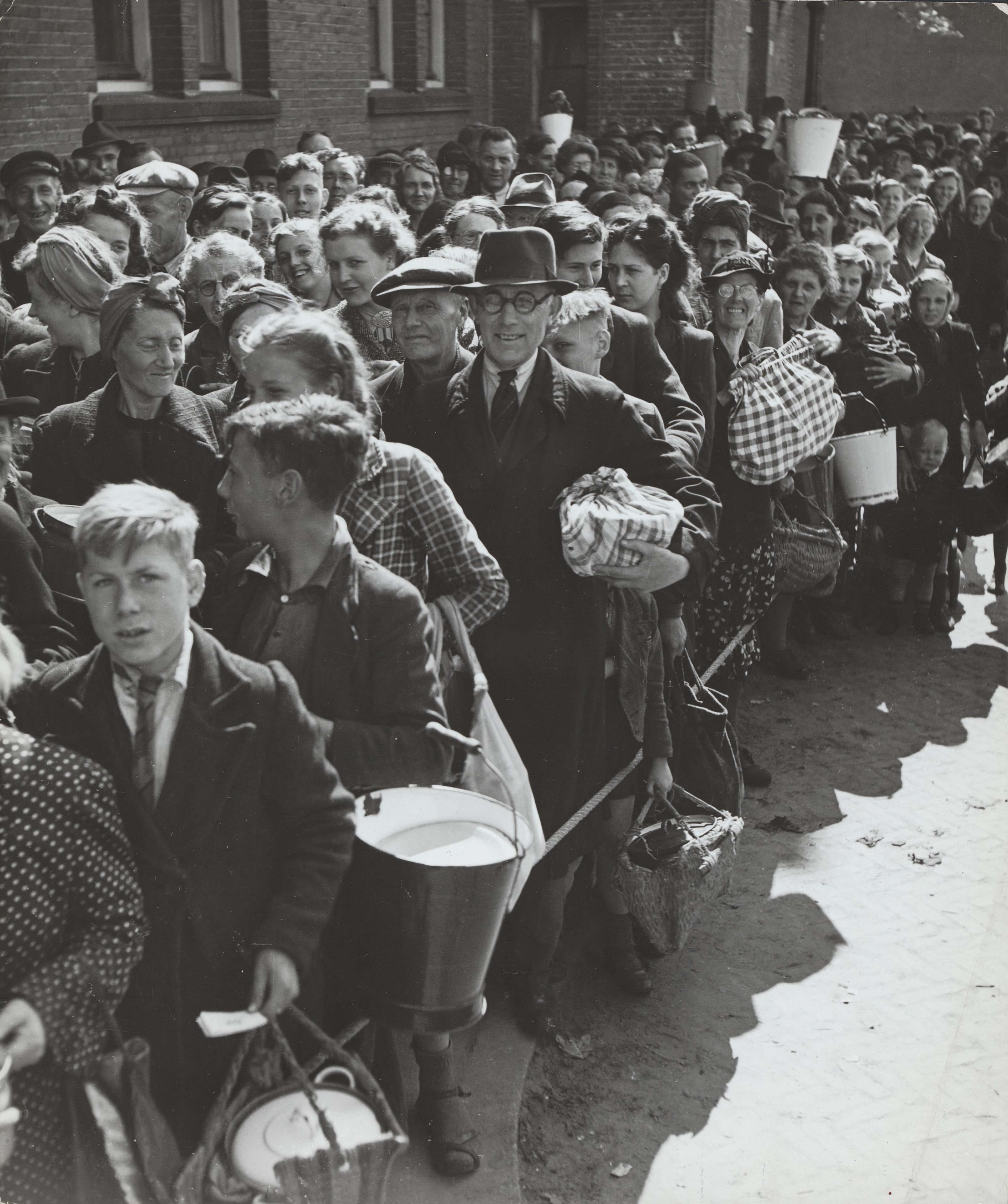
File d'attente devant un magasin venant de recevoir de la nourriture.

Au début de l'année 1945, la situation alimentaire des plus de trois millions de Néerlandais vivant en zone occupée par les Allemands était devenue presque désespérée. Le prince Bernhard de Lippe-Biesterfeld intervint directement auprès du commandant en chef des forces alliés (en Europe), Dwight D. Eisenhower, afin que ceux-ci montent une opération pour venir en aide aux civils affamés. Cependant, Eisenhower n'avait alors pas l'autorité requise pour négocier une trêve avec les Allemands. Tandis que le prince se tournait vers le Premier ministre britannique Winston Churchill et le président des États-Unis Franklin Delano Roosevelt, Eisenhower demanda discrètement au commodore Andrew Geddes de commencer à planifier immédiatement une telle opération. Le 23 avril, l'autorisation fut donnée de négocier avec l'ennemi et de monter l'opération par le chef d'état-major, George Marshall.
Les agents alliés négocièrent donc avec le Reichskommissaire Arthur Seyss-Inquart et un groupe d'officiers allemands. Parmi les hommes présents figuraient le futur écrivain canadien Farley Mowat et le commandant en chef allemand, le général Johannes Blaskowitz. Il fut finalement convenu que les avions participant à l'opération Manna ne seraient pas la cible de tirs ennemis au-dessus des zones aériennes prédéfinies, afin qu'ils puissent larguer leur aide alimentaire.

## Déroulement
L'opération Manna se décompose plus précisément en deux opérations liées (ayant le même objectif) mais distinctes de par leur exécutant : l'opération Manna proprement dite, conduite par la RAF, et l'opération Chowhound, menée spécifiquement par l'aviation américaine (U.S. Air Force).

### Opération Manna

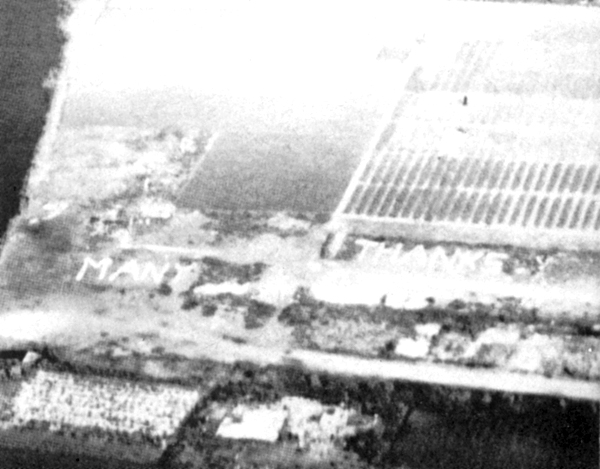
Opération Manna - Many Thanks (« merci beaucoup ») écrit avec des tulipes, Pays-Bas, mai 1945.

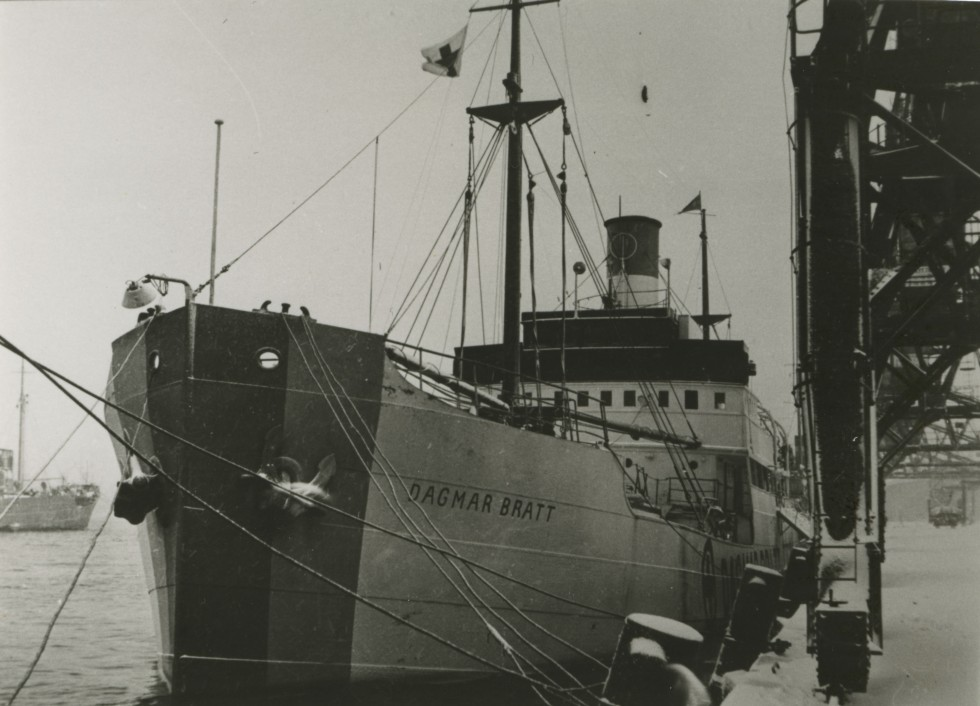
Navire suédois de guerre au port de Delfzijl, le 29 janvier 1945, ayant acheminé aux Pays-Bas nourriture et médicaments.

C'est l'opération britannique qui commença en première. Elle fut nommée d'après le nom de la nourriture qui provint miraculeusement aux Israélites d'après le Livre de l'Exode. La planification de l'ensemble des actions fut élaborée en premier par la Royal Air Force, qui se chargea de la première partie de son exécution.
L'un des deux Avro Lancasters britanniques choisis pour le vol d'essai (surnommé « Bad Penny » d'après une célèbre expression anglaise) décolla le matin du 29 avril, par un mauvais temps, et du fait que les Allemands n'avaient pas encore donné leur accord à un cessez-le-feu (Seyss-Inquart le fera le lendemain), « Bad Penny » dut voler bas (jusqu'à 15 m du sol), au-dessus de l'artillerie allemande, réussit à larguer sa cargaison et put retourner à sa base de départ.
L'Opération Manna débuta réellement après ce premier vol. 145 Mosquitoes et 3156 Avro Lancaster y prirent part, effectuant, pour certains d'entre eux, un total de 3 298 sorties.
Ces bombardiers étaient normalement utilisés pour vider leur soute à plus de 6 000 mètres du sol, mais, cette fois-ci, ils durent larguer leur cargaison à une hauteur de seulement 150 mètres, certains volant même à quelque 120 mètres du sol, les cargaisons n'ayant pas de parachute. Les points de largage étaient déterminés en accord avec la Résistance néerlandaise, et, grâce au oboe, système de localisation utilisé par l'aviation britannique, les conteneurs de nourriture touchaient terre dans un rayon de 30 m autour du point théorique. La Haye, Leyde, Rotterdam et Gouda constituaient les zones de largage. La Bomber Command livra ainsi un total de 6 680 tonnes de nourriture.
L'idée principale était que les civils, une fois après avoir reçu celle-ci, se la redistribuassent entre eux. Cependant, certains ne purent résister à la tentation de manger une trop grosse quantité tout de suite, ce qui provoqua des effets négatifs sur leur santé : en effet, un corps en sous-alimentation depuis longtemps ne peut absorber en très peu de temps beaucoup d'aliments gras sans que les conséquences en soient négatives pour lui. Un certain nombre de personnes qui s'étaient ainsi précipitées sur la nourriture envoyée tombèrent de ce fait malades, ce qui s'observa par des vomissements voire, dans quelques cas, par des morts. D'autre part, la distribution prit parfois plus de dix jours, ce qui induisit que des groupes entiers de civils ne reçurent la nourriture qu'après la libération des dernières poches occupées du pays. Néanmoins, de nombreuses personnes furent sauvées de la mort par cette action humanitaire, qui redonna en outre l'espoir que la guerre touchait enfin à son terme.
Auparavant, une distribution de pains suédois avait déjà été effectuée. Un mythe populaire soutient que ces pains furent largués par les bombardiers alliés dans le cadre de l'opération Manna, ce qui est faux : les deux événements (l'opération et la distribution antérieure de pains) furent confondus après-guerre, ayant pour effet de donner naissance à cette croyance. De plus, la nourriture envoyée par les Alliés ne fut jamais parachutée, comme on le pense trop souvent (ce qui explique, comme dit plus haut, les vols à très basse altitude des bombardiers).

### Opération Chowhound
Du côté américain, dix groupes de la troisième division aérienne de l'US Air Force effectuèrent 2 268 sorties à compter du 1er mai, livrant un total de 4 000 tonnes de nourriture. 400 bombardiers B-17 Flying Fortress larguèrent 800 tonnes de rations K du 1er au 3 mai sur l'aéroport d'Amsterdam-Schiphol. Les vivres largués comprenaient des saucisses, du bacon, du corned-beef, des haricots, des légumes, des céréales, du café, du sucre, du lait concentré... Le 385th Bomber Group effectua plusieurs missions de ce type le 2 mai 1945 sur Utrecht (un appareil fut endommagé par la Flak allemande), et les 3, 6 et 7 mai.

## Pertes
Sur l'ensemble des appareils utilisés, trois furent perdus accidentellement : deux dans une collision, un autre à la suite d'un incendie de moteur.